# سوزان بلو
سوزان بلو (انگلیسی: Susan Blu؛ زادهٔ ۱۲ ژوئیهٔ ۱۹۴۸) یک هنرپیشه اهل ایالات متحده آمریکا است. وی از سال ۱۹۶۸ میلادی تاکنون مشغول فعالیت بوده‌است.